# Мамути
Мамутите (Mammuthus) са изчезнал род бозайници от разред Хоботни. Притежавали са големи извити бивни (до 4 m) и доста добре развити кътници за стриване на твърда растителна храна. Достигали до 5,5 m височина и тегло до 10 – 12 тона. Северните видове са имали дълга козина. Живели са в периода от плиоцена до холоцена, преди от около 4,5 милиона до 10 – 12 хиляди години в Европа, Азия и Северна Америка. Те са членове на семейство Слонове (Elephantidae), което включва, освен мамутите, още и двата рода на съвременните слонове и техните предци. Съвременници са на праисторическия човек.

## Галерия
- Колумбийски мамут
- Реконструкция на мамут (музей в Нордхаузен, Германия)
- Mammuthus meridionalis (южен мамут)
- Зъб на мамут, поглед отстрани
- Повърхност на зъб